# 失恋探偵の調査ノート
『失恋探偵の調査ノート』（しつれんたんていのちょうさノート）は、岬鷺宮による日本のライトミステリ小説で、失恋探偵ももせのスピンオフ作品。
イラストはもぐも。レーベルはメディアワークス文庫（KADOKAWA アスキー・メディアワークスBC）。

## あらすじ
幼なじみである三島秋人に振られた北海道立宇田路中央高校一年の逢川零は、思ったよりも失恋によるショックが無い自分自身に違和感を覚えていた。
そんな時、『heart_break_detective』の文字列が入ったフリーのメールアドレスのみが書かれた貼り紙を偶然見つけ、校内でその存在の真偽が噂されている『失恋探偵』が実在していることを知り、本当に彼が好きだったのかを知るため、クライアントとして調査を依頼する。
ヒアリングのためにミステリ研究会を訪れるとそこにいたのは二年生の一ノ瀬那由他。那由他は零とともに秋人との思い出の場所を訪れながら彼女にヒアリングを行ない、結論を導き出す。その姿に興味を持った零は、失恋の苦しみから逃れるために助手になることを志願し、助手見習いとして失恋探偵の活動に携わっていく。

## 登場人物

### 北海道立宇田路中央高校ミステリ研究会
逢川零(あいかわれい)
一年七組。本作のヒロインで語り手。幼なじみである三島秋人に振られたものの、振られた瞬間、なぜか自身の彼に対する好きだと言う気持ちが消え失せてしまい、本当に彼が好きだったのかが分からなくなってしまったため、事実を知るために依頼人として失恋探偵である一ノ瀬那由他に接触する。
自身の依頼が解決し、後日お礼と称しミステリ研究会部室を訪れた際に助手を志願し、その場に居合わせた顧問の千代田百瀬の後押しもあり、助手見習いとして那由他と行動を共にするようになる。
助手見習いになってからは、両者が敬語で話すと堅苦しいという那由他の希望もあり、先輩である彼を敢えて『那由他くん』と呼び、砕けた口調で話しかけている。
また、千代田百瀬がかつて失恋探偵であったことと、那由他が失恋探偵を始めた理由を見抜くといった、探偵としての潜在能力をも持ち合わせていることが示唆されている。
一ノ瀬那由他(いちのせなゆた)
二年。依頼人が失恋した原因と真相を調査する失恋探偵。一年生の頃から助手を付けることなく独りで失恋探偵としての活動を行なっており、過去に二十五件ほどの案件を解決している。
性格は極めて冷静で理性的であり、相手が誰であっても基本的には慇懃に敬語で話すが、助手見習いとなった逢川零に対しては、呼び名に関してのみ『零ちゃん』と呼ぶ。
ミステリ研究会顧問の千代田百瀬からは『いっくん』と呼ばれているが、その呼び方を好まない描写が見られる。

### 失恋探偵の依頼人(クライアント)
逢川零(あいかわれい)
前述の北海道立宇田路中央高校ミステリ研究会の項を参照。
乾陽(いぬいよう)
三年四組。サッカー部でポジションはFW。他人とは変わったセンスを持つ演劇部の浅野海洋(あさのみひろ)と友達以上恋人未満の付き合いをしていたが、自身が脚本を書いた演劇『菫の選択』のゲネプロを観ても真意を理解できなかった乾を無視するようになり、彼女が『菫の選択』に込めた真意を知るべく失恋探偵に調査を依頼する。
伊勢香織(いせかおり)
一年三組。壁新聞部所属で中学一年から同級生の寺山廉太郎(てらやまれんたろう)と交際しており、おしどりカップルとして学年中に知られているが、彼に自分がふしだらな格好をして浮気をしていると誤解されたため、その理由を知るため失恋探偵に調査を依頼した。
槙野八重(まきのやえ)
逢川零と同じく一年七組に属する、零の中学時代からの親友。
自分が好きだった男の子が誰に恋をしているのかを知るため、失恋探偵に調査を依頼するが、ある事実により親友である零を助手見習いの立場を超えた形で巻き込む。

### その他の人物
千代田百瀬(ちよだももせ)
北海道立宇田路中央高校で現代文を教える教師で、ミステリ研究会顧問を務める。
同校の卒業生であり教師の中で唯一失恋探偵の存在を知っており、逢川零を助手にすることを躊躇する一ノ瀬那由他に彼女を助手にするよう勧める。
基本的には失恋探偵の活動を見守る立場にあり、自ら手を出すことは無いが、手に入りづらい資料や調査に必要なVHSデッキを用意するなど、教師の立場でなければ出来ない事に限って手を貸している。
また、『かわいい先生』として男子生徒からの人気も高い。
三島秋人(みしまあきと)
一年の別のクラスに属する零の幼なじみで、下校途中の公園で零の告白を断り、彼女を振る。映画研究会所属。

## 用語
失恋探偵
『失恋探偵ももせ』同様、表向きは｢ミステリ作品の鑑賞、研究｣を目的としたミステリ研究会だが、学校には非公式かつ秘密裏に、依頼があれば依頼人が失恋した原因と真相を調査する失恋探偵としての活動を行なっている。部室も南校舎最上階東端のままである。
依頼人の募集は、フリーのメールアドレスだけが書かれた3センチ四方の貼り紙を通じて行なっており、足がつかないよう貼る場所も定期的に変えている。
宇田路市
本作の舞台となっている、北海道にある市。前作との繋がり、都通や舟見坂、旧日銀支店などといった実在の施設や地名が登場し、またローマ字表記のアナグラムから、小樽市がモデルと思われるが、実際は北海道のほかの町と同じようにアイヌ語を元に考えた名称であるという。

## 既刊一覧
1. 放課後の探偵と迷える見習い助手 2014年12月25日初版　ISBN 978-4-04-869182-6